# Berkheya
Berkheya Ehrh., 1784 è un genere di piante angiosperme dicotiledoni della famiglia delle Asteraceae.

## Descrizione

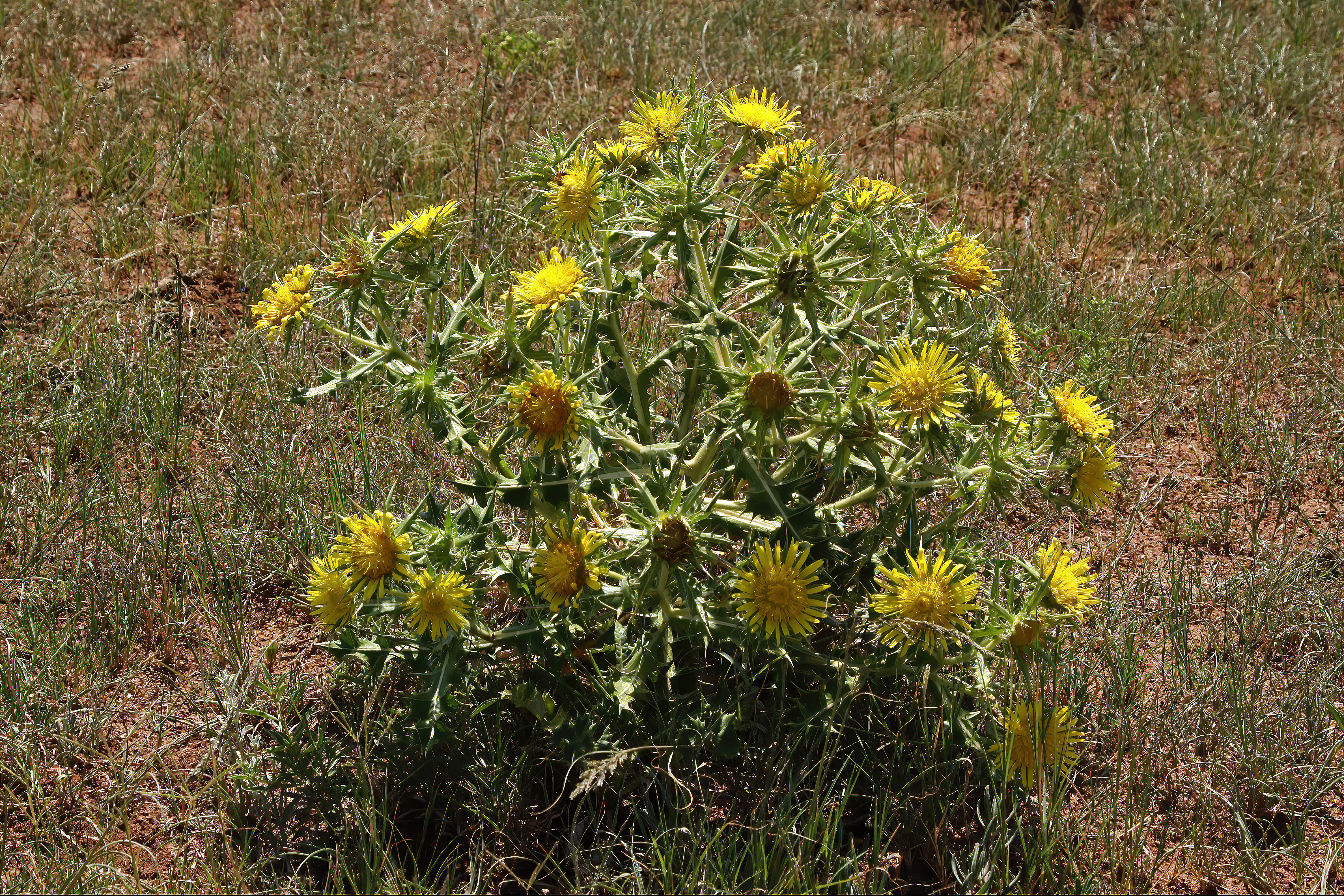
Il portamento
Berkheya onopordifolia

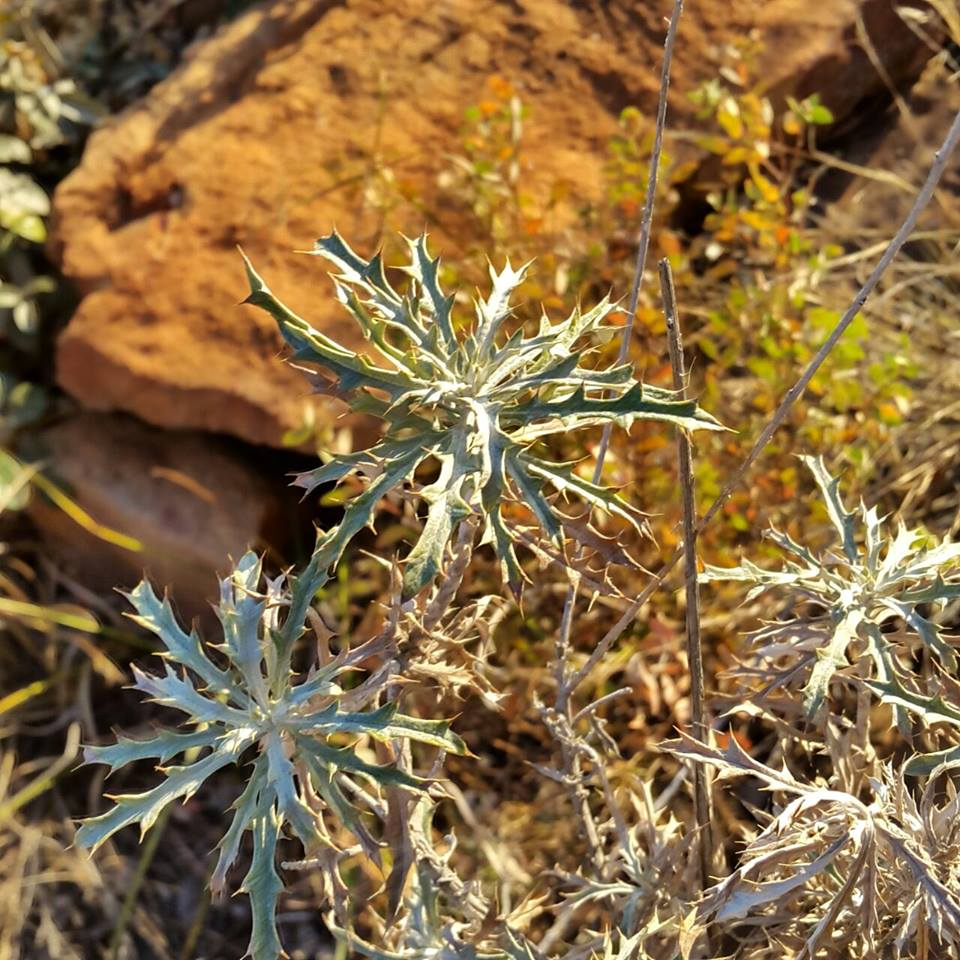
Le foglie
Berkheya carlinopsis

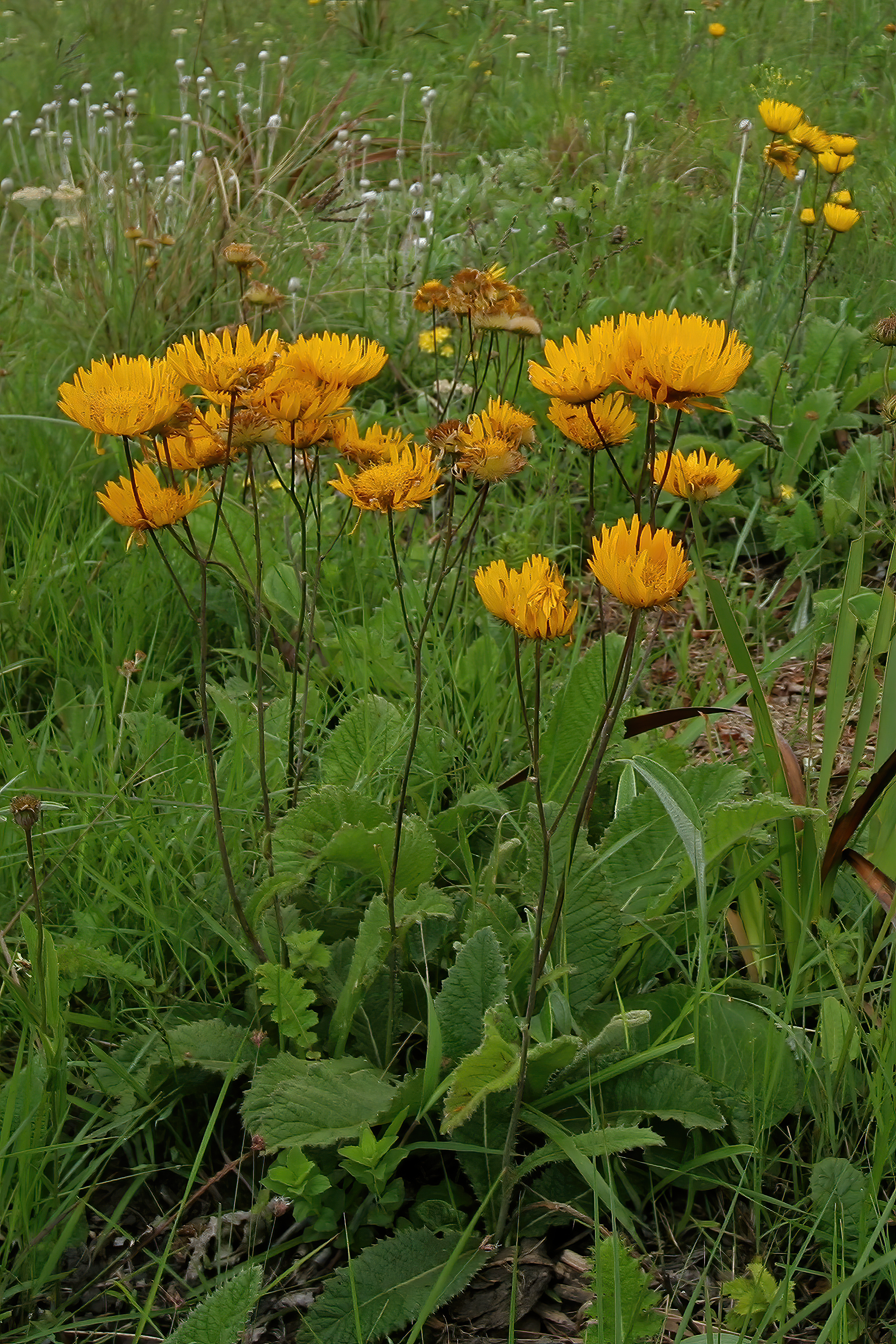
Infiorescenza
Berkheya setifera

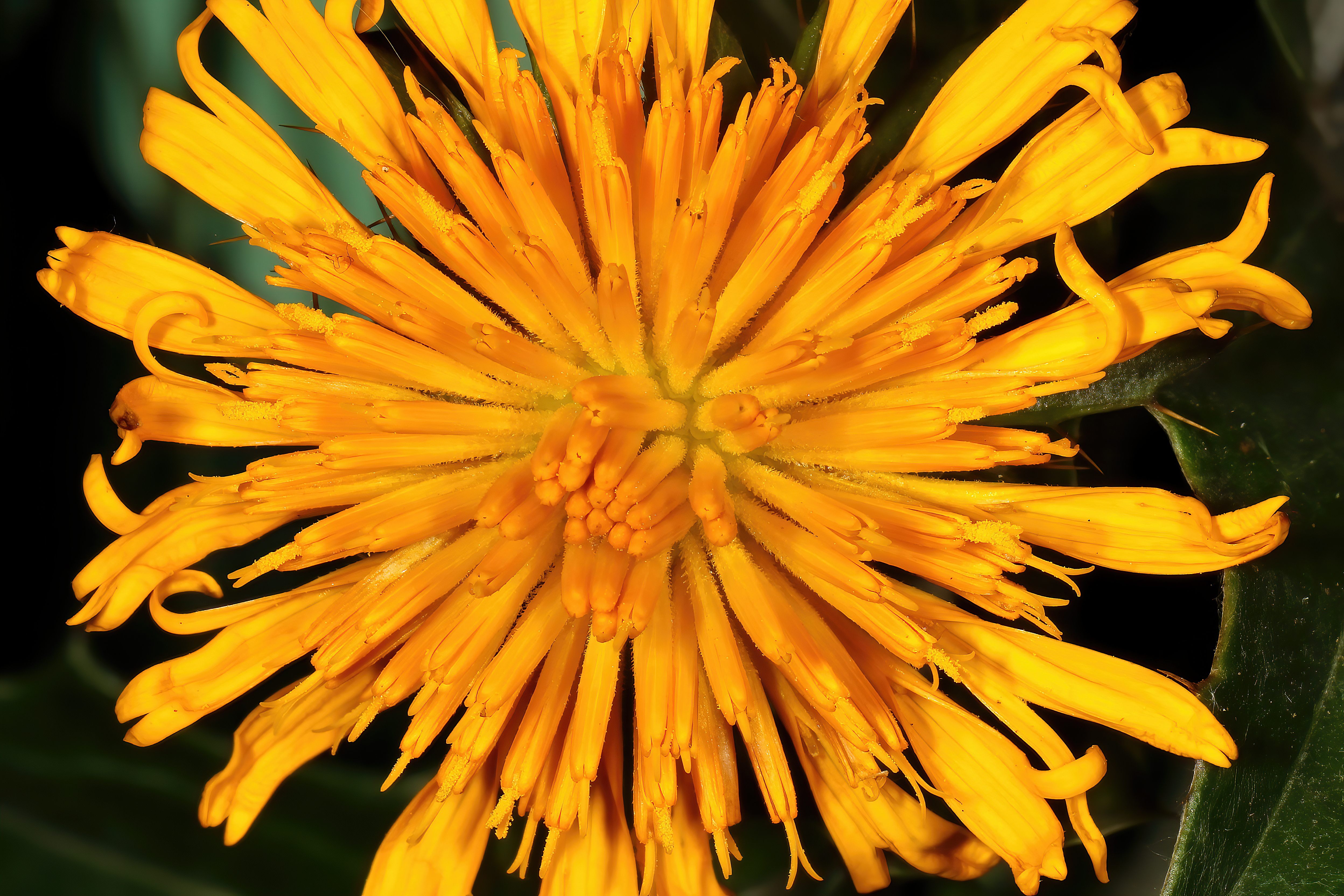
I fiori
Berkheya fruticosa

Le specie di questo genere hanno un portamento erbaceo o arbustivo con organi interni contenenti quasi sempre latice.
Le foglie lungo il caule sono disposte in modo alterno (talvolta sono decorrenti e i fusti sono alati) e sono ricoperte o di spine o di peli anche lanosi. La lamina può essere intera oppure soprattutto da dentata a pennatosetta. Occasionalmente formano delle pseudo-rosette.
Le infiorescenze sono composte da capolini, peduncolati (con peduncoli lanosi, oppure provvisti di ghiandole lunghe o corte) o sessili. I capolini possono essere solitari, racemosi o corimbosi, raramente sono ascellari o umbellati. I capolini di tipo radiato (raramente di tipo discoide), sono formati da un involucro  composto da brattee (o squame) disposte su più serie all'interno delle quali un ricettacolo fa da base ai fiori tubulosi (quelli centrali o del disco) e ligulati (quelli periferici e radianti). L'involucro può avere varie forme: campanulato, cilindrico, urceolato o obconico. Le brattee sono connate alla base e patenti all'apice, con forme intere o lobate e con spine, la superficie può essere glabra o variamente pelosa. Il ricettacolo, piatto o debolmente a cupola, è profondamente alveolato; in alcuni casi incomincia a lignificarsi all'antesi.
I fiori sono tetra-ciclici (ossia sono presenti 4 verticilli: calice – corolla – androceo – gineceo) e pentameri (ogni verticillo ha in genere 5 elementi). I fiori del disco sono ermafroditi e fertili; quelli del raggio sono sterili o neutri e uniseriati; possono essere presenti degli staminoidi.
- Formula fiorale:

*/x K {\displaystyle \infty }, [C (5), A (5)], G 2 (infero), achenio
Calice: i sepali del calice sono ridotti ad una coroncina di squame.
Corolla: le corolle dei fiori del raggio hanno delle ligule raggianti che terminano con 5 denti o lobi e 5 - 10 venature longitudinali; i lobi in genere sono sclerificati sui margini o lungo le venature; il colore è giallo o bianco. I fiori del disco sono tubulosi con cinque lobi ispessiti. Tutti i fiori hanno dei peli multicellulari ialini.
Androceo: gli stami sono 5 con filamenti liberi e distinti, mentre le antere, sagittate, sono saldate in un manicotto (o tubo) circondante lo stilo. L'appendice apicale delle antere è da corta a lunga, normalmente acuta e ben fissata;  le teche sono speronate con o senza coda. L'endotecio normalmente è privo di pareti laterali ispessite, possono essere presenti alcune cellule polarizzate. Il polline può avere varie forme ma generalmente è sferico.
Gineceo: lo stilo è filiforme, mentre gli stigmi dello stilo sono due divergenti. L'ovario è infero uniloculare formato da 2 carpelli. Gli stili sono claviformi e alla base della biforcazione stigmatica è presente un anello peloso (gli stili dei fiori sterili sono indivisi); nella parte superiore possono essere leggermente ispessiti. Inoltre i peli dello stilo sono mammillati.
Il frutto è un achenio con pappo. Gli acheni, con forme obovoidi o più spesso a spirale, sono costoluti e dorsoventralmente asimmetrici; la superficie si presenta da densamente a sparsamente sericea o glabra; il pericarpo si presenta con una subepidermide sclerificata su 1 - 2 strati di cellule rotondeggianti. Il pappo, persistente, è costituito da una o due serie di squame da piccole a grandi connate alla base a consistenza scabra e bordi da dentati a erosi (raramente il pappo è assente).

## Biologia
- Impollinazione: l'impollinazione avviene tramite insetti (impollinazione entomogama tramite farfalle diurne e notturne).
- Riproduzione: la fecondazione avviene fondamentalmente tramite l'impollinazione dei fiori (vedi sopra).
- Dispersione: i semi (gli acheni) cadendo a terra sono successivamente dispersi soprattutto da insetti tipo formiche (disseminazione mirmecoria). In questo tipo di piante avviene anche un altro tipo di dispersione: zoocoria. Infatti le brattee dell'involucro possono agganciarsi ai peli degli animali di passaggio disperdendo così anche su lunghe distanze i semi della pianta.

## Distribuzione e habitat
La distribuzione delle piante di questa specie è relativa all'Africa meridionale e tropicale, Nigeria ed Etiopia.

## Tassonomia
La famiglia di appartenenza di questa voce (Asteraceae o Compositae, nomen conservandum) probabilmente originaria del Sud America, è la più numerosa del mondo vegetale, comprende oltre 23.000 specie distribuite su 1.535 generi, oppure 22.750 specie e 1.530 generi secondo altre fonti (una delle checklist più aggiornata elenca fino a 1.679 generi). La famiglia attualmente (2021) è divisa in 16 sottofamiglie.

### Filogenesi
Le piante di questa voce appartengono alla sottotribù Gorteriinae (tribù Arctotideae) della sottofamiglia Vernonioideae. Questa assegnazione è stata fatta solo ultimamente in base ad analisi di tipo filogenetico sul DNA delle piante. Precedenti classificazioni descrivevano queste piante nella sottofamiglia Cichorioideae.
Da un punto di vista filogenetico il genere Berkheya è parafiletico ed è incorporato all'interno di un ampio clade, chiamato "clade Berkheya", insieme ai generi correlati Cullumia, Cuspidia, Didelta e Heterorhachis. Uno dei caratteri principali di questo clade sono le foglie provviste di spine e i peli dello stilo mammillati. Anche la morfologia dell'achenio e del pappo supporta parzialmente il clade in esame.
Il genere tradizionalmente viene suddiviso nelle seguenti serie (il numero delle specie per ogni serie può essere approssimativo):
- series Fruticosae (13 spp.)
- series Angustae (1 spp.)
- series Cruciatae (1 spp.)
- series Armatae (6 spp.)
- series Speciosae (10 spp.)
- series Rigidae (17 spp.)
- series Subulatae (11 spp.)
- series Decurrentes (19 spp.)

Il numero cromosomico delle specie di questo gruppo è: 2n = 14.

### Elenco delle specie
Per questo genere sono assegnate le seguenti 79 specie:
A
- Berkheya acanthopoda (DC.) Roessler
- Berkheya angolensis  O.Hoffm.
- Berkheya angusta  Schltr.
- Berkheya angustifolia  (Houtt.) Merr.
- Berkheya annectens  Harv.
- Berkheya armata  Druce

B
- Berkheya barbata  (L.f.) Hutch.
- Berkheya bergiana  Soderb.
- Berkheya bipinnatifida  (Harv.) Roessler
- Berkheya buphthalmoides  Schltr.

C
- Berkheya caffra  MacOwan
- Berkheya canescens  DC.
- Berkheya cardopatifolia  (DC.) Roessler
- Berkheya carduoides  (Less.) Hutch.
- Berkheya carlinifolia  (DC.) Roessler
- Berkheya carlinoides  Willd.
- Berkheya carlinopsis  Welw. ex O.Hoffm.
- Berkheya chamaepeuce  (S.Moore) Roessler
- Berkheya chiesiana  Chiov.
- Berkheya chrysanthemoides  J.C.Manning & Goldblatt
- Berkheya cirsiifolia  (DC.) Roessler
- Berkheya coddii  Roessler
- Berkheya coriacea  Harv.
- Berkheya cruciata  Willd.
- Berkheya cuneata  Willd.

D
- Berkheya debilis  MacOwan
- Berkheya decurrens  (Thunb.) Willd.
- Berkheya densifolia  Bohnen ex Roessler
- Berkheya discolor  O.Hoffm. & Muschl.
- Berkheya draco  Roessler
- Berkheya dregei  Harv.
- Berkheya dumicola  N.G.Bergh & Helme

E
- Berkheya echinacea  (Harv.) Burtt Davy
- Berkheya eriobasis  (DC.) Roessler
- Berkheya erysithales  (DC.) Roessler

F
- Berkheya ferox  O.Hoffm.
- Berkheya francisci  Bolus
- Berkheya fruticosa  Ehrh.

G
- Berkheya glabrata  (Thunb.) Fourc.
- Berkheya griquana  Hilliard & B.L.Burtt

H
- Berkheya herbacea  Druce
- Berkheya heterophylla  O.Hoffm.

I
- Berkheya insignis  Thell.

J
- Berkheya jardineana  J.C.Manning & Goldblatt
- Berkheya johnstoniana  Britten

L
- Berkheya latifolia  J.M.Wood & M.S.Evans
- Berkheya leucaugeta  Hilliard

M
- Berkheya mackenii  (Harv.) Rössler
- Berkheya macrocephala  J.M.Wood
- Berkheya maritima  J.M.Wood
- Berkheya milleriana  Bolus
- Berkheya montana  J.M.Wood & M.S.Evans
- Berkheya multijuga  (DC.) Roessler

N
- Berkheya nivea  N.E.Br.

O
- Berkheya onobromoides  O.Hoffm. & Muschl.
- Berkheya onopordifolia  (DC.) Burtt Davy

P
- Berkheya pannosa  Hilliard
- Berkheya pauciflora  Roessler
- Berkheya pinnatifida  (Thunb.) Thell.
- Berkheya purpurea  (DC.) Mast.

R
- Berkheya radula  (Harv.) De Wild.
- Berkheya radyeri  Roessler
- Berkheya rhapontica  (DC.) Hutch. & Burtt Davy
- Berkheya rigida  (Thunb.) Bolus & Wolley-Dod ex Levyns
- Berkheya robusta  Bohnen ex Roessler
- Berkheya rosulata  Roessler

S
- Berkheya seminivea  Harv.
- Berkheya setifera  DC.
- Berkheya speciosa  O.Hoffm.
- Berkheya spekeana  Oliv.
- Berkheya sphaerocephala  (DC.) Roessler
- Berkheya spinosa  Druce
- Berkheya spinosissima  Willd.
- Berkheya subulata  Harv.

T
- Berkheya tysonii  Hutch.

U
- Berkheya umbellata  DC.

V
- Berkheya viscosa  Hutch.

W
- Berkheya welwitschii  O.Hoffm.

Z
- Berkheya zeyheri  Harv. & Sond.

### Sinonimi
Sono elencati alcuni sinonimi per questa entità:
- Agriphyllum Juss.
- Apuleja  Gaertn.
- Arelina  Neck.
- Crocodilodes  Adans.
- Evopis  Cass.
- Rohria  Vahl
- Stephanocoma  Less.
- Stobaea  Thunb.